# Байерс, Латаша
 Латаша Нэшэй Байерс  (англ. Latasha Nashay Byears; род. 12 августа 1973, Мемфис, Теннесси, США) — американская профессиональная баскетболистка, выступала в женской национальной баскетбольной ассоциации. На драфте ВНБА 1997 года не была выбрана ни одной команд. Играла в амплуа защитника и форварда. Двукратный победитель ВНБА в составе «Лос-Анджелес Спаркс». В своё время открыто призналась в том, что она лесбиянка.

## Биография
Выросла в Миллингтоне, где играла за школьную команду, впоследствии она переезжает в Майами выступать за «Носхистерн Оклахома A&M». Затем Латаша выходит на площадку в составе студенческой команды Университета Де Поля, в котором за 2 сезона набирает 22,8 очка и 11,7 подборов в среднем за матч.
В 1997 году, несмотря на то, что Байерс не попадает в списки драфта, команда WNBA «Сакраменто Монархс» подписывает с ней контракт. В Сакраменто баскетболистка проводит 4 сезона, играя во всех матчах команды. В ноябре 2000 года «Сакраменто Монархс» обменивает её на Лакешу Фретт из «Лос-Анджелес Спаркс». Данный переход стал поворотным моментом в карьере Байерс — она становится двукратной подряд чемпионкой WNBA. В сезоне 2001 года в двух победных финальных матчах против «Шарлотт Стинг» баскетболистка набирает 8 и 9 очков. В финале 2002 года, выходя в стартовой пятёрке (34 и 31 минуты), Байерс делает больше всех подборов, по 11 в каждой игре.
Следующий сезон был сорван из-за неприятного инцидента. С 5 июня 2003 года Латаша находилась под следствием по обвинению в сексуальном домогательстве одной из подруг по команде, а также в изнасиловании с участием трёх мужчин. После выдвинутых обвинений «Лос-Анджелес Спаркс» исключает её из команды. В 2005 году уголовное дело было прекращено и Байерс вернулась в заокеанскую лигу.
Этот период в своей карьере баскетболистка проводит в Европе, где после 2 сезонов в турецком чемпионате приезжает в Россию выступать за новосибирскую «Динамо-Энергию». Но отыграв за «сибирячек» 3 матча Байерс была отчислена из команды. 16 октября 2005 года во время игры с московским «Динамо» Латаша в перерыве между второй и третьей четвертью обругала нецензурными словами главного тренера и игроков и самовольно покинула площадку.
С 2006 по 2008 годы Байерс вновь игрок WNBA, выступая за «Вашингтон Мистикс» и «Хьюстон Кометс». Во время перерывов в лиге Латаша посещает Европу, где особенно удачно приходится в Болгарии. 2 года подряд входит в «символическую пятёрку» чемпионата Болгарии, признаётся лучшим иностранным игроком, а в 2010 году получает титул лучшего форварда. Там же в Болгарии баскетболистка завершила свою карьеру, отыграв последний «бронзовый» сезон (2010/11) за «Дунав 8806».

## Достижения
- Чемпион WNBA: 2001, 2002
- Чемпион Болгарии: 2007
- Бронзовый призёр чемпионата Болгарии: 2011
- Обладатель кубка Болгарии: 2007